# R1317
R1317是一种含氮有机化合物，化学式C
23H
27NO
2，是1-甲基-4-苯基-4-哌啶丙酸酯的结构类似物，其中的N-甲基被肉桂基取代，能作为阿片类止痛药。